# 常磐出入口

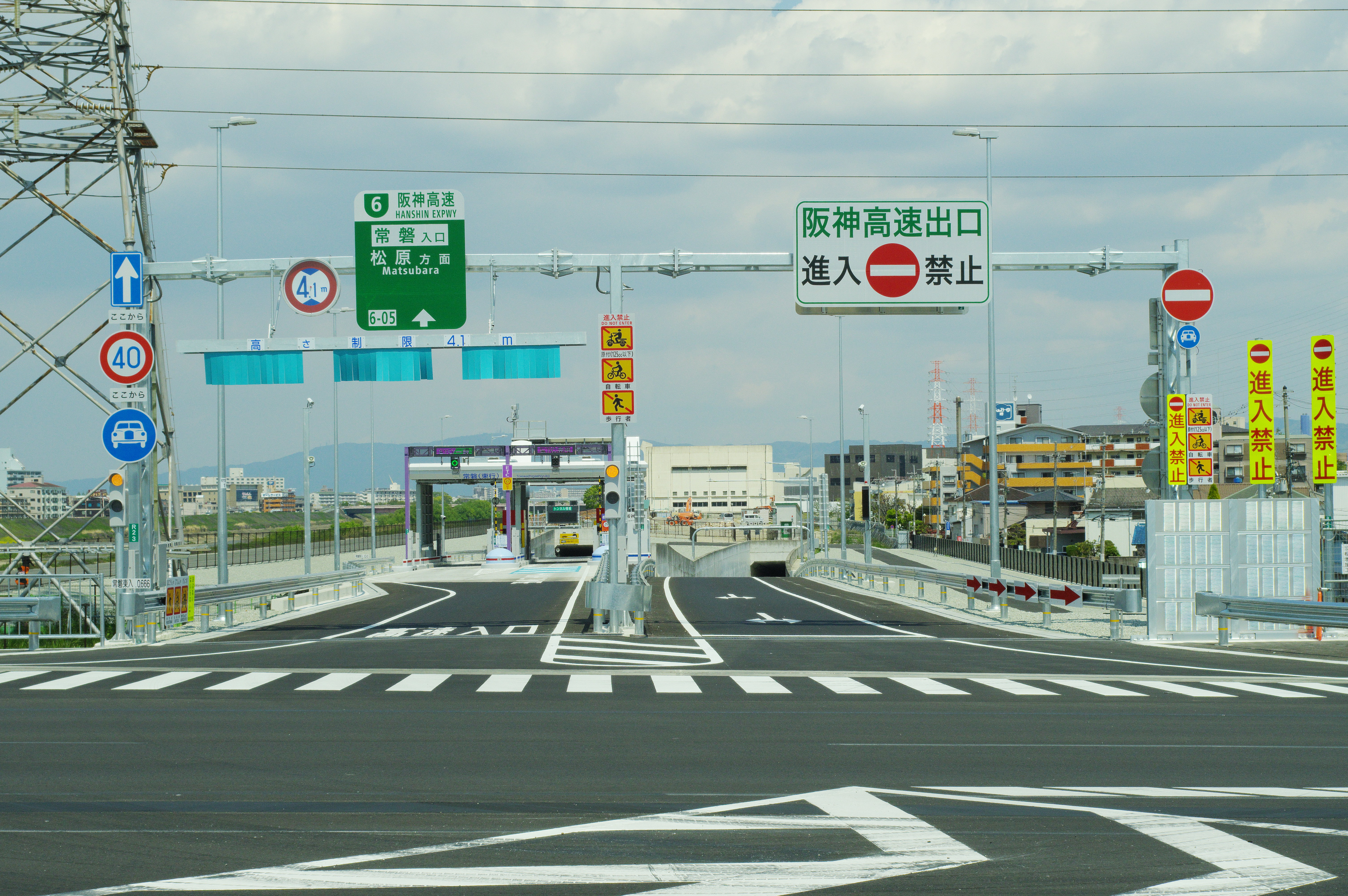
松原方面出入口

常磐出入口（ときわでいりぐち）は、大阪府堺市北区にある阪神高速道路6号大和川線の出入口である。

## 歴史
- 2020年（令和2年）3月29日 : 鉄砲出入口 - 三宅西出入口間開通に伴い、供用開始[1]。

## 料金所

### 常盤（東行）料金所
- ブース数：2
  - ETC専用 : 1
  - ETC/一般：1

### 常盤（西行）料金所
- ブース数：2
  - ETC専用 : 1
  - ETC/一般：1

## 隣
阪神高速6号大和川線
(6-02,6-03)鉄砲出入口 - (6-04,6-05)常磐出入口 - (6-06)天美出入口

## 周辺
- イオンモール堺北花田
- 須牟地曽根神社
- 華表神社
- 宝蔵神社
- 大依羅神社
- 曼陀羅寺